# Jan Olejniczak (powstaniec śląski)
Jan Oleniczak (ur. w 1879 w Świerczewie pod Poznaniem, zm. 4 września 1939 w Katowicach) – polski drogerzysta, działacz plebiscytowy, powstaniec śląski.

## Życiorys
Na Górny Śląsk przybył w 1905 roku. W 1908 roku wraz z bratem Józefem nabyli drogerię w Katowicach przy ul. 3 Maja 5. Włączył się w działalność polskich organizacji gospodarczych i społecznych. Podczas plebiscytu na Górnym Śląsku był członkiem katowickiego komitetu plebiscytowego. Podczas zamieszek w 1920 roku zdemolowano jego drogerię, natomiast po zakończeniu plebiscytu niemieccy bojówkarze wtargnęli do jego mieszkania (Olejniczaka szczęśliwie nie było w domu). Podczas III powstania śląskiego walczył jako członek grupy operacyjnej „Południe”. W okresie II Rzeczypospolitej działał w polskich organizacjach społecznych. Przyczynił się do budowy Domu Żołnierza Polskiego w Katowicach, za co został w 1926 roku odznaczony odznaką 73 Pułku Piechoty. Był również skarbnikiem Towarzystwa Ochrony Cmentarza Wojskowego w Katowicach oraz sekretarzem zarządu Związku Drogerzystów Rzeczypospolitej Polskiej Obwodu IV.
We wrześniu 1939 roku brał udział w obronie Katowic przed Niemcami. Został przez nich zamordowany 4 września 1939 roku.

## Upamiętnienie
Imieniem Jana Olejniczaka zostało w 2008 roku nazwane rondo u zbiegu ulic: Eugeniusza Kwiatkowskiego i Wincentego Witosa na katowickim osiedlu Wincentego Witosa.